# 菅楯彦
菅 楯彦（すが たてひこ、明治11年（1878年）3月4日 - 昭和38年（1963年）9月4日）は、日本画家。鳥取県鳥取市出身。本名は藤太郎。号は、初め盛虎、のち静湖、静香。大阪美術会会員。大阪市名誉市民、倉吉市名誉市民。浪速の風俗を愛し「浪速御民（なにわみたみ）」と標榜、はんなりとした情趣ある浪速風俗画で「最も大阪らしい画家」と呼ばれた。

## 略歴

### 生い立ち
明治11年（1878年）、鳥取市で菅大治郎（画号・盛南）の長男として生まれる。本名は藤太郎。父は元倉吉藩士の日本画家であり、塩川文麟の門下で岸派を折衷したという。5歳頃まで、父母の郷里・倉吉で過ごす。陶器の絵付を指導する父と共に姫路、ついで赤穂へ転居。明治14年（1881年）、京都へ向かう途中大阪の身内に引き留められ、ここに住むことになる。父に日本画を学んだが、明治23年（1890年）、父が脳卒中で倒れると高等小学校を中退し、12歳にして父に代わり着物の図柄やちょうちん、看板などの絵を描いて生計を助けようとした。しかし、まだ子どもだった藤太郎に注文はほとんどなく、生活は貧窮を極めた。明治30年（1897年）に父が死去。
父以外に絵の手ほどきを受けたことはなく、父の死後は貧窮に悩みながら独学で画業を進め、大和絵をはじめ円山四条派・狩野派・浮世絵などを幅広く研究した。また歴史、舞楽や有職故実にも深く関心を寄せ、国学を鎌垣春岡に、漢学を山本憲に学んだ。一時定職につき、明治32年（1899年）から2年ほど、漢学者・藤田軌達の紹介で神戸新聞社で挿絵画家（月給30円）として働いた。明治34年（1901年）から2年間、大阪陸軍幼年学校の歴史科画事嘱託となり、歴史と美術を教え、ここで松原三五郎から洋画法を学んでいる。明治35年（1902年）に画号を菅楯彦とした。これは春岡から贈られたもので、出典は『万葉集』巻20の防人が詠んだ歌「今日よりは顧みなくて大君の醜の御楯と出で立つわれは」から取ったと推測される。更に復古やまと絵派の冷泉為恭に関心を持ち、為恭風の「菅」の方印を使い始める。明治36年（1903年）、第五回内国勧業博覧会に「兼好法師之図」を出品するが落選している。

### 大正期 富田屋八千代との出会いと別れ
大正元年（1912年）大正美術会の設立に、上島鳳山らと参加。大正4年（1915年）、第1回大阪美術展の鑑査員となる。大正6年（1917年）、富田屋の芸妓・八千代（遠藤美紀子）と結婚する。八千代は当時、東京の萬龍、京都の千賀勇らと合わせて日本三名妓と評されるほど絶大な人気を誇る名妓で、日露戦争時に発売された絵はがきのスターとして大阪で知らぬ者はいなかった。馴れ初めは、明治天皇崩御に伴う休業時に、絵に親しんだ富田屋の主人が芸妓に絵を習わせようと、親しくしていた楯彦を呼んだのがきっかけだという。そのうち熱心に教えを乞うのは八千代ひとりとなり、知人の染織家・龍村平蔵などを介して結婚に至った。八千代は慣れない家事のかたわら、楯彦に付いて有職故実や書画、和歌を学んだ。絶大な人気を誇った名妓と、未だ大阪の中堅画家に過ぎなかった楯彦との結婚は大きな話題となり、楯彦の絵も売れるようになったという。しかし、生来体が弱い八千代は大正13年（1924年）、腎炎により37歳で亡くなる。楯彦の悲しみは大きかったが、妻の死が画業を飛躍させる契機になったとも言われる。後年、北野恒富が夫人に先立たれたとき、お通夜の席で泣いている恒富に、楯彦は「親を亡くして泣けば孝行者。子を失って涙すれば慈父とたたえられるが、女房が死んだと泣いているとあほうと笑われる。そやが、わしもあほうやった…」と慰めの言葉をかけている。 　

### 昭和期
昭和初期は、歴史画や大阪の風俗を描いた作品を多く手がける。昭和3年（1928年）「春宵宜行」を日本・フランス美術展に出品、翌年パリでも開催されると高い評価を受けてフランス政府買い上げとなり（現在ポンピドゥー・センター蔵）、昭和5年（1930年）オフイシェ・レトワール・ノワァール勲章が授与された。昭和12年（1937年）矢野橋村、弟子の生田花朝女らと墨人会を結成して第1回展を開催。昭和20年から22年まで倉吉市に疎開する。
昭和24年（1949年）大阪府文芸賞、1951年（昭和26年）に大阪市民文化賞を受賞する。周囲の強い勧めで同年の第7回日展に「山市朝雨」を審査不要の依嘱で出品、これが初の官展出品となる。その後も日展に依嘱出品を続け、昭和33年（1958年）、長年の業績により日本画家としては初めて第14回日本芸術院賞・恩賜賞受賞。昭和37年（1962年）に初代の大阪市名誉市民に選出。昭和38年（1963年）死去、85歳没。叙従五位、勲四等瑞宝章追贈。楯彦は生涯再婚せず、臨終の際「八千代の着物を掛けてくれ」と頼んだという。昭和53年（1978年）に倉吉市名誉市民章が追贈され、平成元年（1989年）倉吉市により菅楯彦大賞が設けられた。
代表作に「皇后冊立」（聖徳記念絵画館蔵）、谷崎潤一郎「聞書抄」や吉川英治「私本太平記」の挿絵がある。 画風は写生をもとにしながら極めて独自のもので、歴史、郷土芸能や古今の民衆風俗を主題にした作品が多い。弟子に生田花朝女、内田稲葉など。

## 代表作
| 作品名               | 技法         | 形状・員数 | 寸法（縦x横cm） | 所有者             | 年代               | 備考                                                                                                   |
| -------------------- | ------------ | ---------- | --------------- | ------------------ | ------------------ | --- |
| 月次風俗図           | 紙本著色     | 六曲一双   |                 | 倉吉博物館         | 1900年（明治33年） | |
| 地こく変             | 紙本彩色     | 1巻        |                 | 大阪歴史博物館     | 1908年（明治41年） | |
| 舞楽青海波           | 絹本裏箔著色 | 六曲一双   |                 | 倉吉博物館         | 1917年（大正6年）  | |
| 職業婦人繪巻         | 紙本墨画淡彩 | 1巻        |                 | 関西大学図書館     | 1921年（大正10年） | |
| きつねのよめいりの巻 | 絹本墨画淡彩 | 1巻        |                 | 関西大学図書館     | 1922年（大正11年） | |
| 春宵宜行             | 紙本著色     | 六曲一双   |                 | 倉吉博物館         | 1926年（昭和元年） | この頃楯彦は「春宵宜行」と題される作品を幾つも手がけるが、これはその中でも大作。                       |
| 浪花風俗十二か月     | 紙本著色     | 1巻        |                 | 笠岡市立竹喬美術館 | 大正末期           | |
| 龍頭鷁首図屏風       | 紙本金地著色 | 六曲一双   |                 | 四天王寺           | 昭和初期以前       | |
| 千槍将発             | 紙本墨画淡彩 | 四曲一隻   | 149.3x301.2     | 大阪市立美術館     | 1944年（昭和19年） | 関西邦画会出品。元は掛け軸。九州の名族・菊池氏の勇猛さ、及び武士の精神を表す菊池千本槍を表現した作品。 |
| 高津宮秋祭図         | 絹本墨画淡彩 |            | 66.8x88.4       | 大阪歴史博物館     | 1955年（昭和30年） | |